# Болашак (Каракіянський район)
Болаша́к (каз. Болашақ) — село у складі Каракіянського району Мангистауської області Казахстану. Адміністративний центр Болашацького сільського округу.
Село утворене 2012 року при залізничній станції.
Населення — 764 особи (2021).